# موتور امیرحمزه شهلی بر
موتور امیرحمزه شهلی بر یک منطقهٔ مسکونی در ایران است که در دهستان بزمان واقع شده‌است.